# Odin (schip, 1961)
De Odin was een kraanschip van Heerema. Het werd in 1961 bij Wilton-Fijenoord gebouwd als de olietanker Armagnac voor SFTP. Het was voor Wilton-Fijenoord de grootste tanker tot dan toe.
In 1975 liet Heerema het bij de NDSM ombouwen tot kraanschip. Begin 1976 werd bij de RDM een kraan van American Hoist geplaatst met een capaciteit van 3000 shortton. Dit was de grootste kraan tot dan toe, wat Pieter Schelte Heerema poserend bij de haak op de voorpagina van Offshore engineer van juni 1976 bracht.
Die zomer was het betrokken bij de installatie van Brent A.
In 1989 ging Heerema een joint-venture aan met McDermott, HeereMac. De Odin werd verkocht aan McDermott en McDermott Derrick Barge No. 51 gedoopt. In 1996 werd het verkocht als Hercules 51.